# Tour de France de 1977
O Tour de France 1977 foi a 64º Volta a França, teve início no dia 30 de Junho e concluiu-se em 24 de Julho de 1977. A corrida foi composta por 22 etapas, num total de mais de 4096 km, com uma média de 35,419 km/h.

## Resultados

### Classificação geral
| Pos | Nome             | País          | Equipa | Tempo        |
| --- | ---------------- | ------------- | ------ | ------------ |
| 1   | Bernard Thévenet | França        |        | 115h 38' 30" |
| 2   | Hennie Kuiper    | Países Baixos |        | 48"          |
| 3   | Lucien Van Impe  | Bélgica       |        | 3' 32"       |
| 4   | Francisco Galdos | Espanha       |        | 7' 45"       |
| 5   | Dietrich Thurau  | Alemanha      |        | 12' 24"      |
| 6   | Eddy Merckx      | Bélgica       |        | 12' 38"      |
| 7   | Michel Laurent   | França        |        | 17' 42"      |
| 8   | Joop Zoetemelk   | Países Baixos |        | 19' 22"      |
| 9   | Raymond Delisle  | França        |        | 21' 32"      |
| 10  | Alain Meslet     | França        |        | 27' 31"      |